# Краснолобая сибия
Краснолобая сибия (лат. Actinodura egertoni) — вид птиц из рода сибии. Данный вид живет на высоте 600 и 2400 м над уровнем моря.

## Описание
Размер — 24 см, вес — от 33 до 38 г. У краснолобой сибии рыжий лоб и передняя часть головы, серая макушка и затылок без полосок и коричневая спина без полосок. Крылья чёрные, а хвост длинный с беловатыми кончиками. Клюв жёлтый.

## Биология
Этот вид встречается в предгорьях Гималаев, в Непале, Бутане, северо-восточной Индии, западной Мьянме и незначительно за границей с Китаем. Обитает во влажных тропических лесах, особенно в второстепенных и широколиственных с густым подлеском, на высоте 600-2400 м. В основном они питаются беспозвоночными, такими как кузнечики и муравьи, но дополняют свой рацион ягодами, инжиром и семенами. Размножаются краснолобые сибии в апреле — июле. Гнездо представляет собой чашеобразную конструкцию из папоротника, бамбука, листьев и тонких растительных волокон, выстланную мхом и маленькими корешками. Размещается в кустарнике или небольшом дереве на высоте до 6 м от земли. Самка откладывает 3-4 бледно-голубых яйца с коричневыми отметинами. Информации об инкубационном периоде и возрасте появления оперения нет.

## Подвиды
Выделяют 4 подвида:
- Actinodura egertoni egertoni (восток Гималаев)
- Actinodura egertoni lewisi (северо-восточная Индия, Холмы Мишми)
- Actinodura egertoni khasiana (Мегхалая, южный Ассам, Нагаланд и Манипур)
- Actinodura egertoni ripponi  (юго-западная и северо-восточная Мьянма, юг Китая)